# Haus Balken (Gelsenkirchen)
Haus Balken war ein an der Emscher gelegenes Rittergut in Gelsenkirchen-Buer.
Zu den ersten urkundlichen Hinweisen zählte 1307 der Freischöffe Godefridus de Balken miles in villa suthem und 1380 der Ritter Gottfried von Balken als Freischöffe an einem Freistuhl zu Bottrop.
Im Jahre 1482 erwarb Jasper von Dinsing das Rittergut von Jürgen von Backem. Hermann von Dinsing, der verschuldet war und kein Erben mehr hatte, veräußerte das Haus im Jahre 1614 an Konrad von Boenen zu Berge und dessen Frau Johanna.
Die Reste des Hauses wurden nach dem Zweiten Weltkrieg abgetragen.